# Bukwen jezik
Bukwen jezik (ISO 639-3: buz), benue-kongoanski jezik uže južnobantoidne skupine iz Nigerije, kojim govori oko 1 000 ljudi u državi Taraba. Govori se jedino u jednom selu blizu Takuma.
Pripadnici etničke grupe zovu se Bukwun.

## Vanjske poveznice
- Ethnologue (14th)
- Ethnologue (15th)
- [neaktivna poveznica]